# Sertum Orchidaceum
Sertum Orchidaceum (abreviado Sert. Orchid.) es un libro con ilustraciones y descripciones botánicas que fue escrito por el paleontólogo, naturalista y botánico británico y publicado en 10 partes en Londres en los años 1837 a 1841 con el nombre de Sertum Orchidaceum, a wreath of the most beautiful orchidaceous flowers.

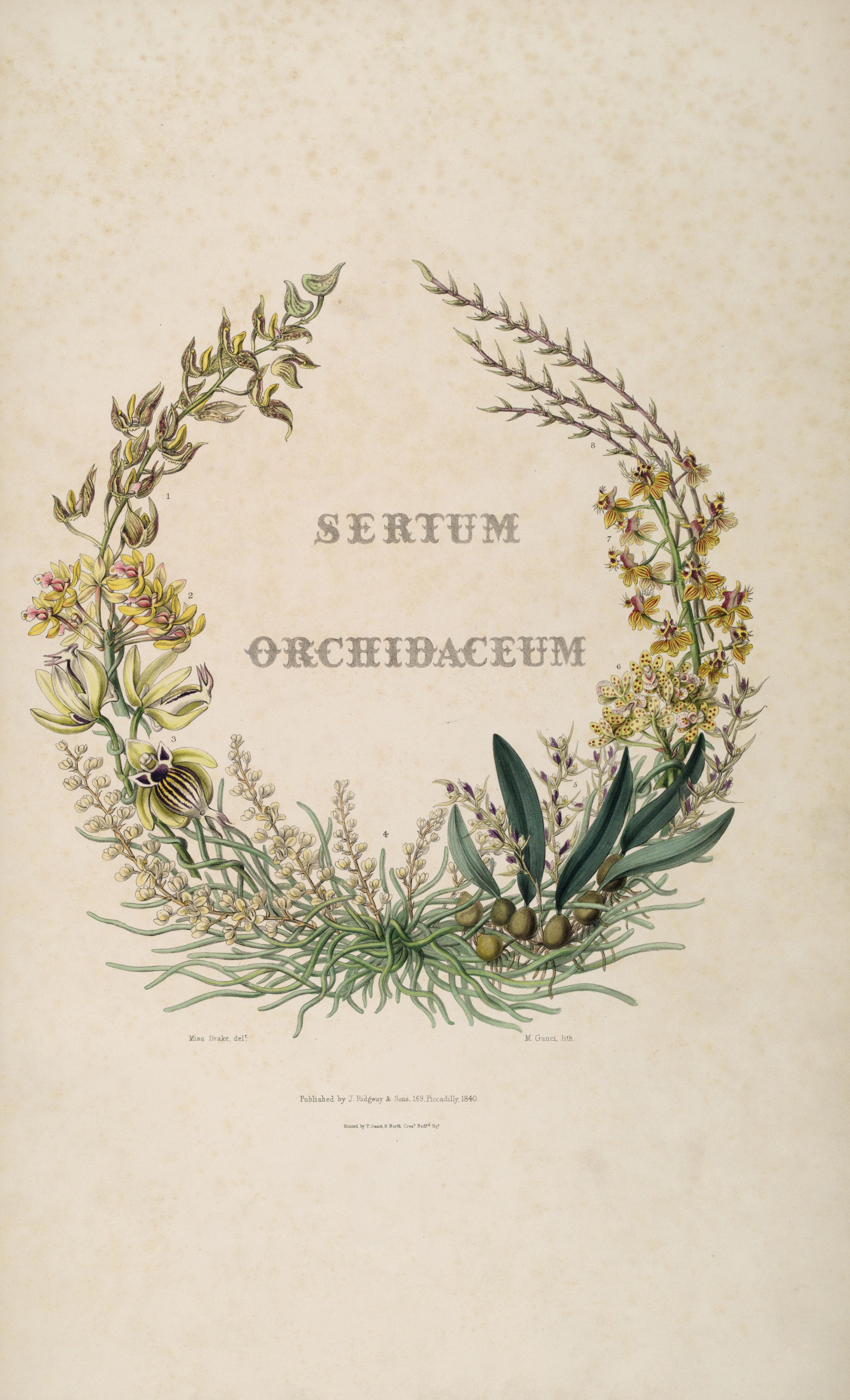
Portada de la selección

## Publicación
- Parte n.º 1: tt. 1-5. 1 Sep 1837;
- Parte n.º 2: tt. 6-10. 1 Apr 1838;
- Parte n.º 3: tt. 11-15. 1 Jul 1838;
- Parte n.º 4: tt. 16-20. 1 Sep 1838;
- Parte n.º 5: tt. 21-25. 1 Sep 1838;
- Parte n.º 6: tt. 26-30. Dec 1839;
- Parte n.º 7: tt. 31-34, frontisp. Feb 1840;
- Parte n.º 8: tt. 35-39. Jun 1840;
- Parte n.º 9: tt. 40-44. May 1841;
- Parte n.º 10: tt. 45-49. Dec 1841.

## Galería de ilustraciones

Algunas de las ilustraciones seleccionadas por  John Lindley
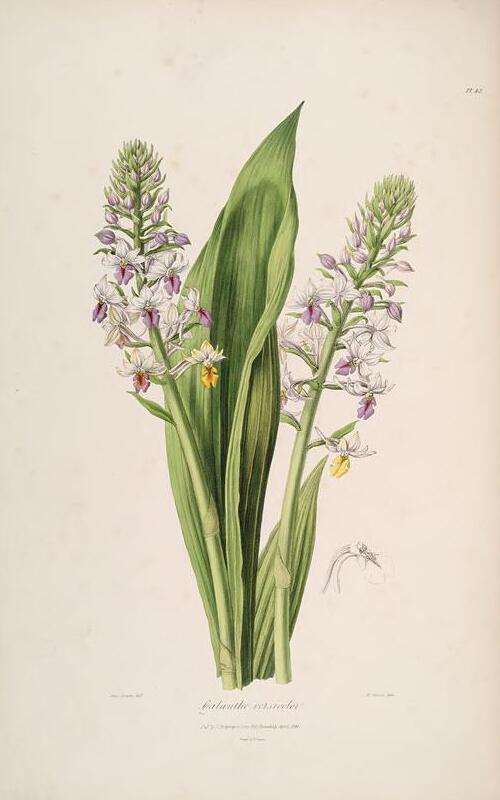
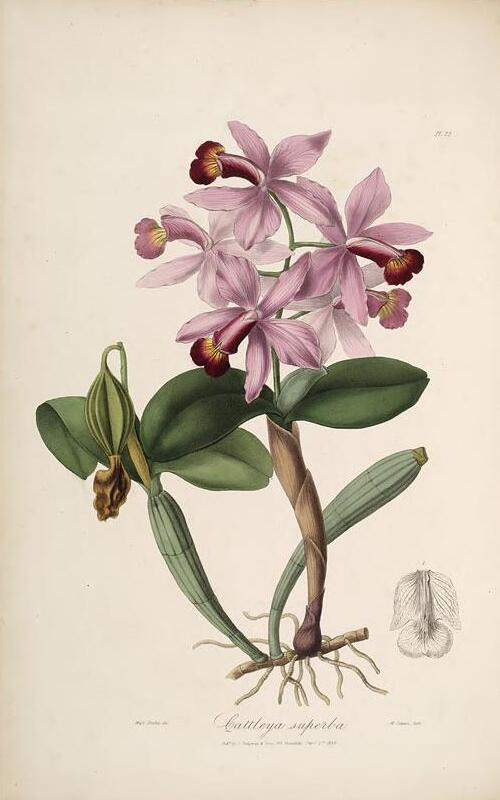
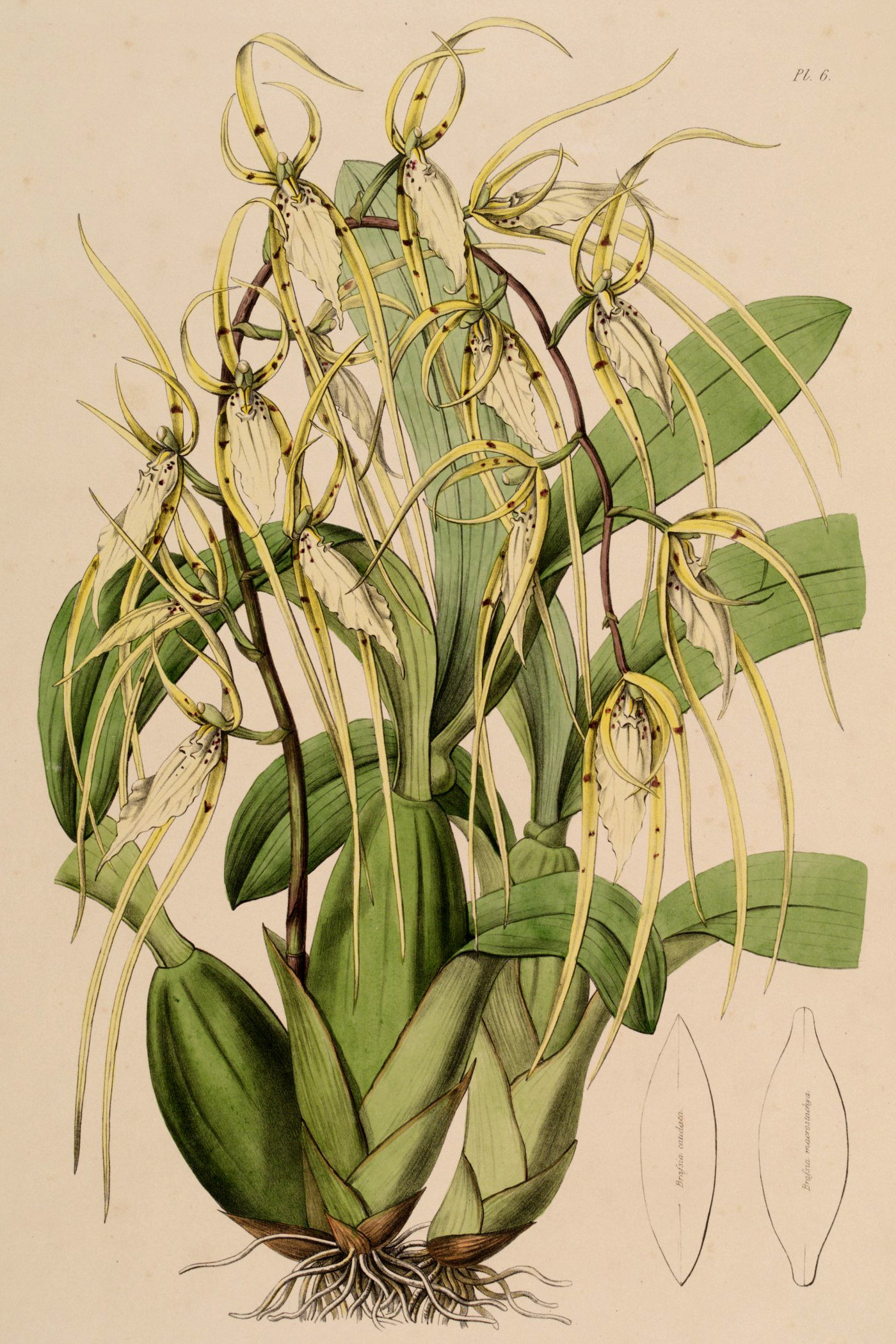
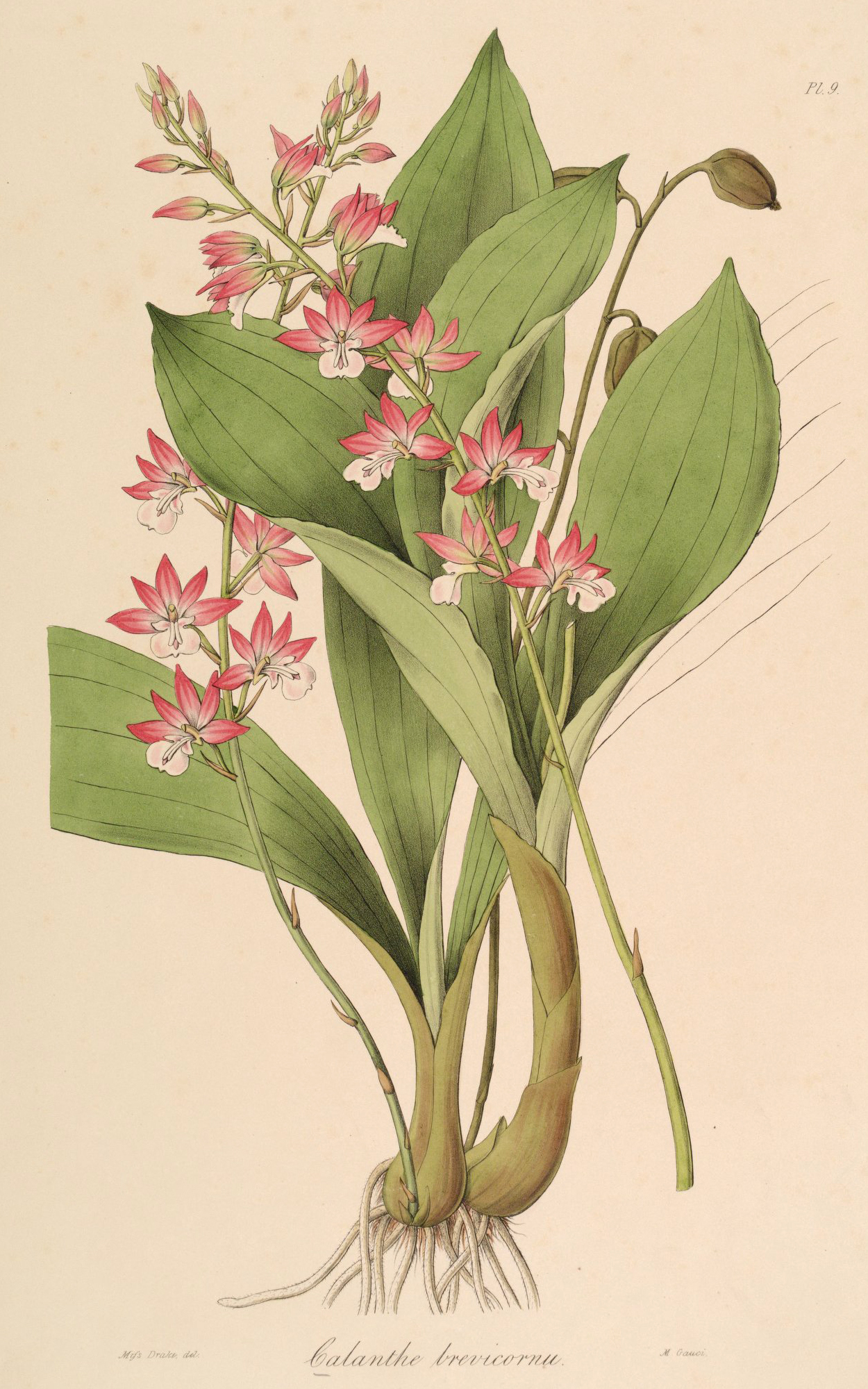
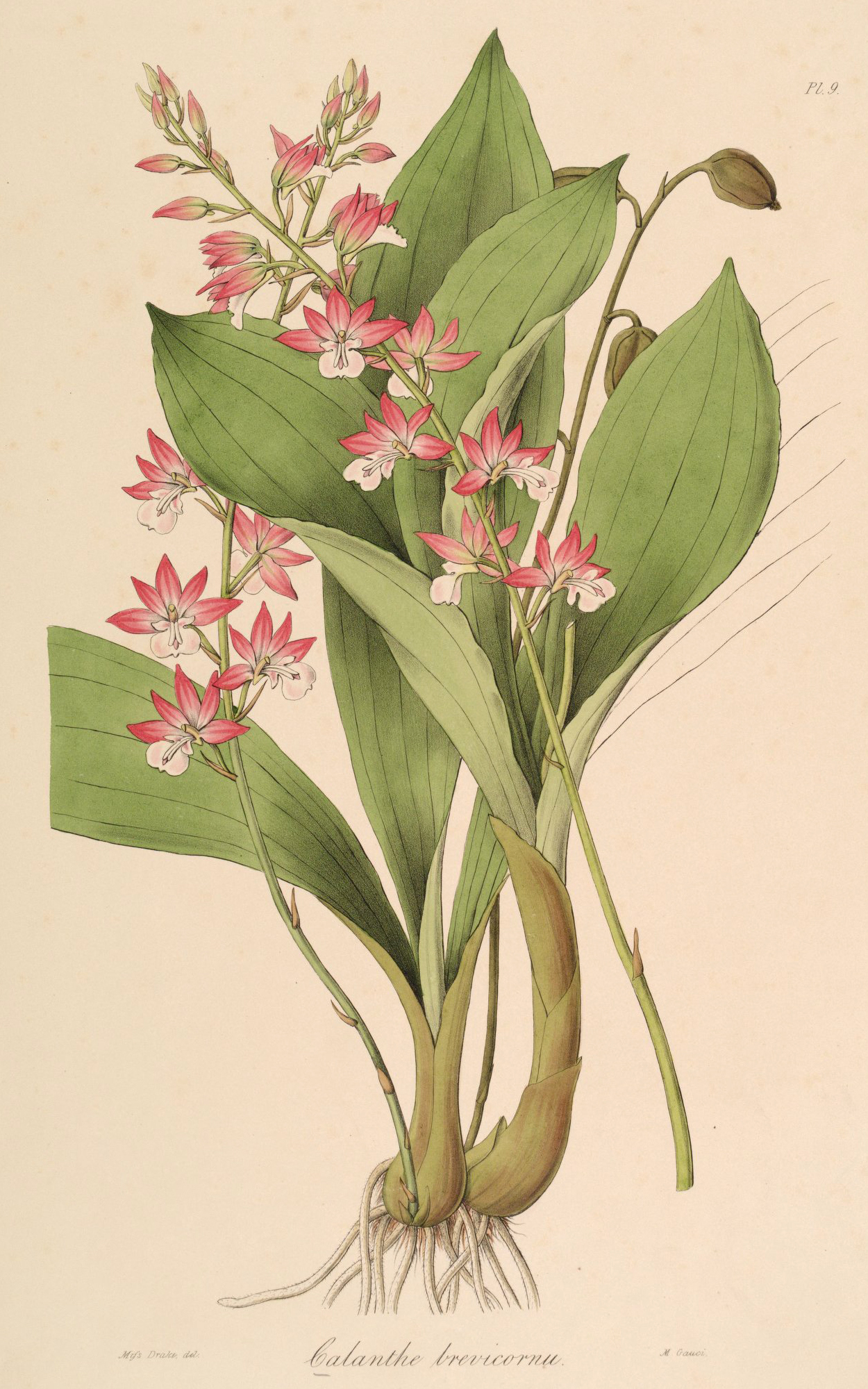
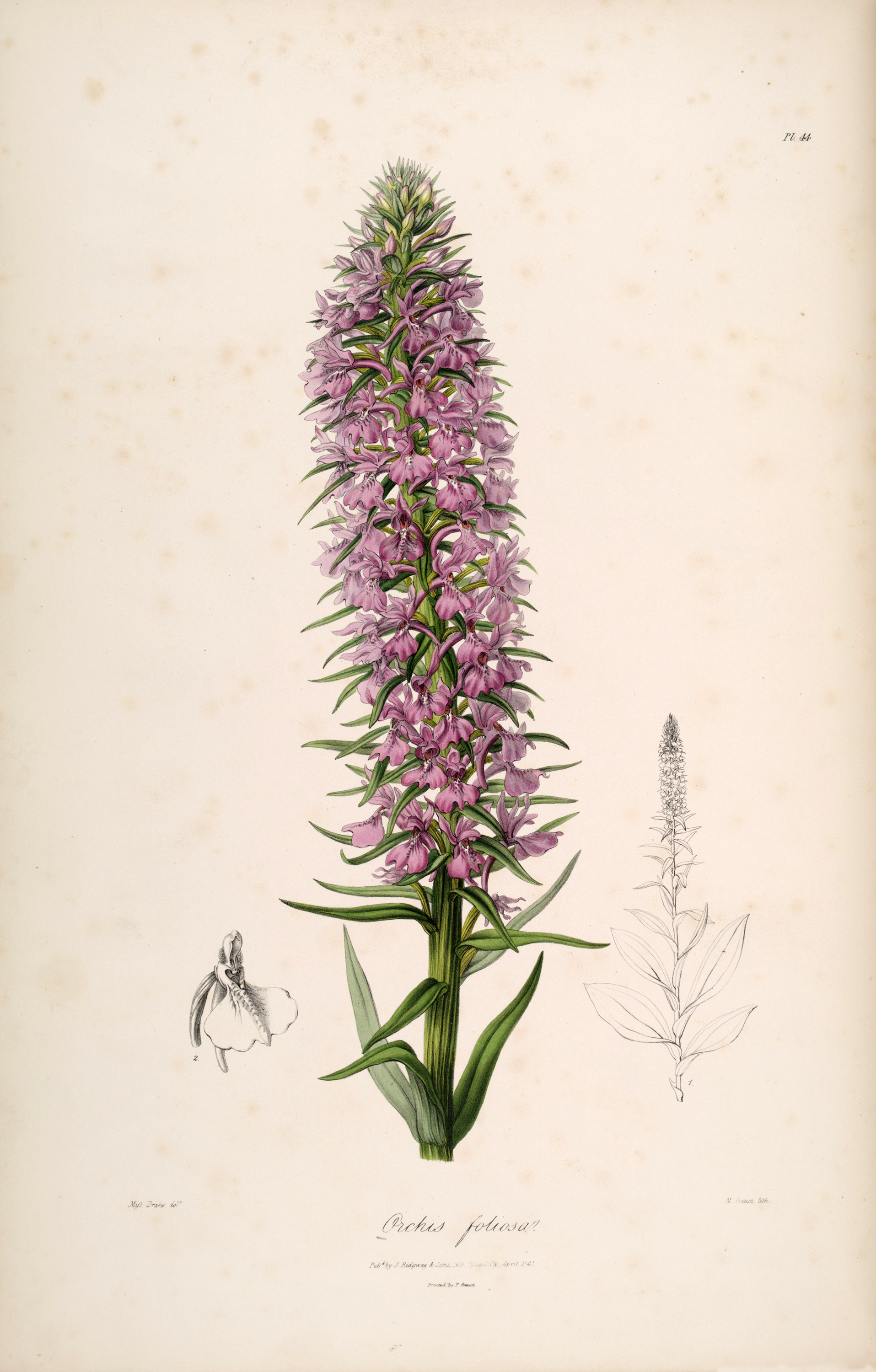
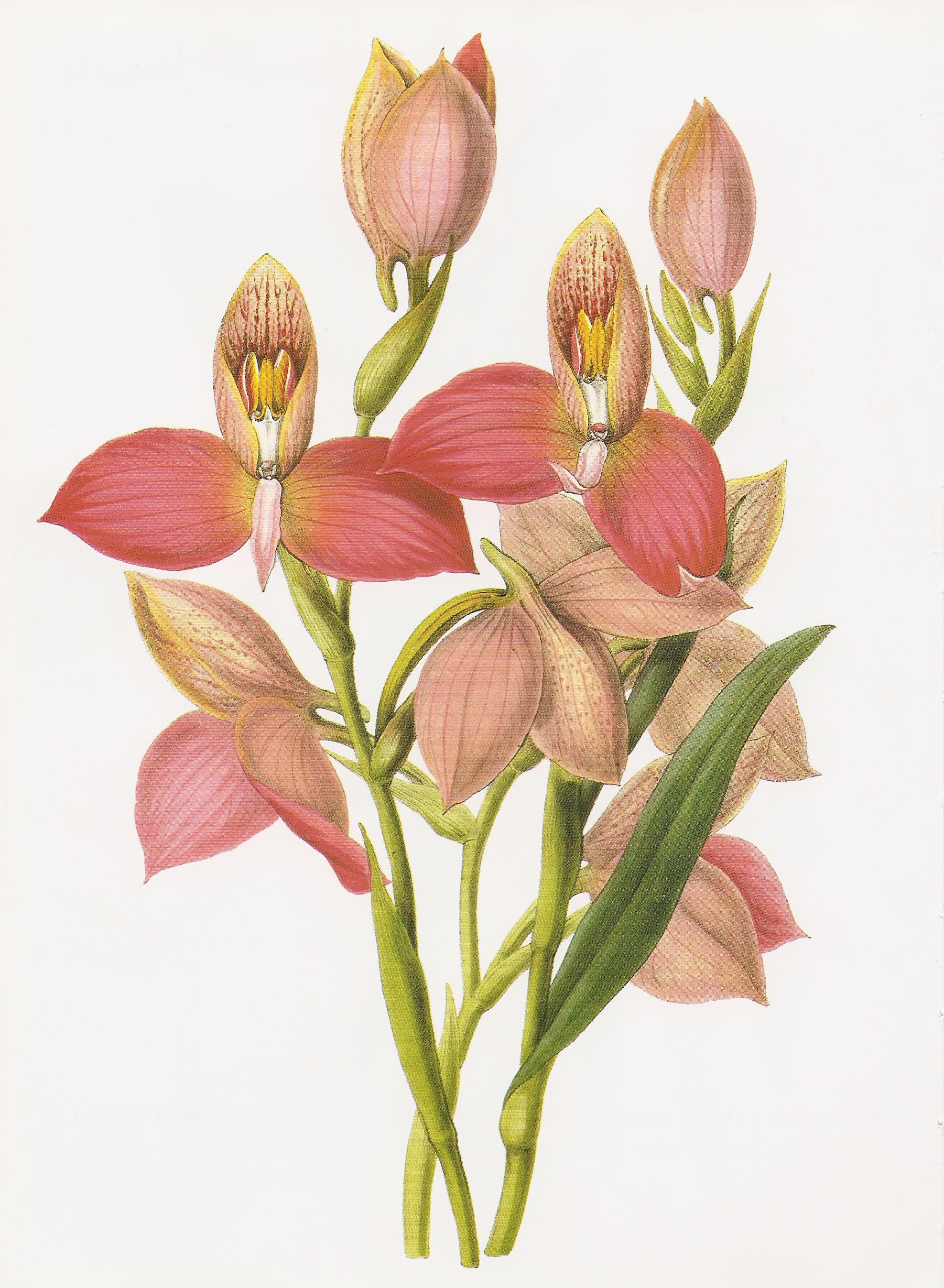
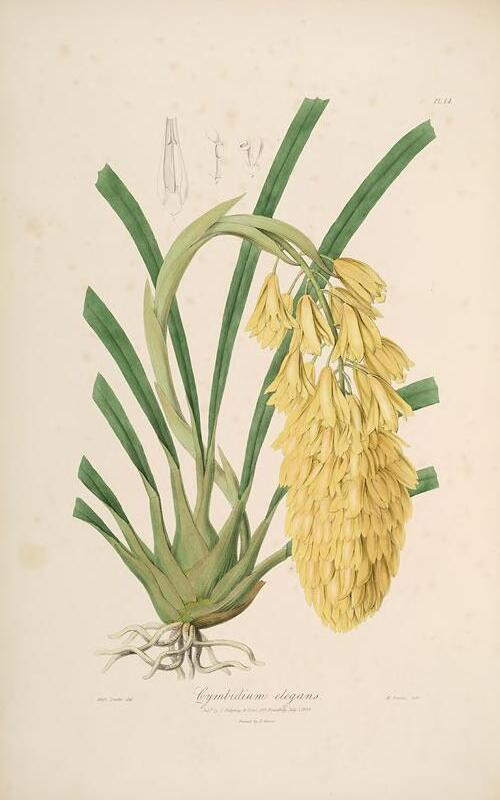
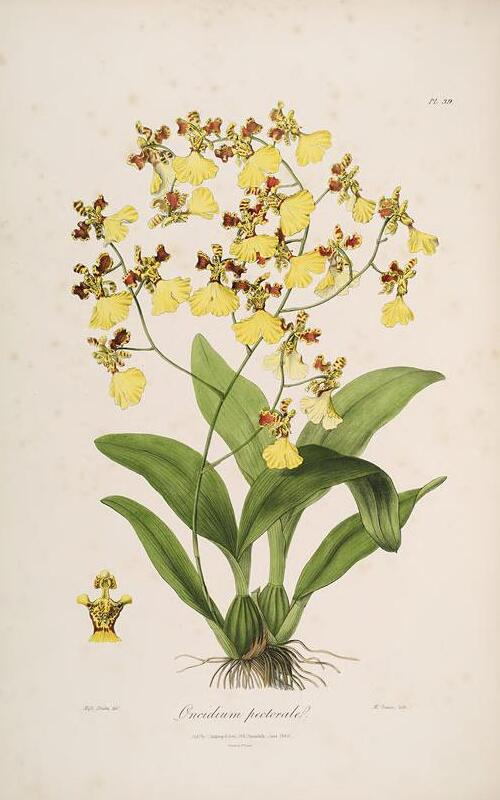
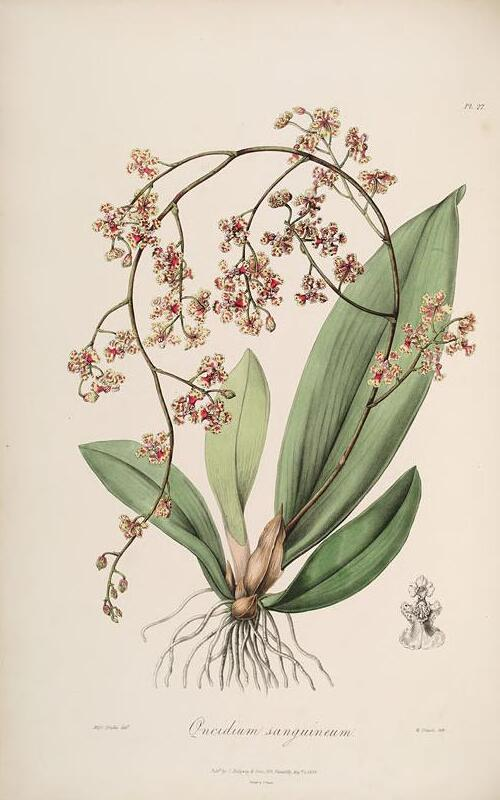